# Ostrów (Mętno)
Ostrów – osada leśna wsi Mętno w Polsce, położona w województwie zachodniopomorskim, w powiecie gryfińskim, w gminie Chojna, na zachodnim brzegu jeziora Ostrów.
W latach 1975–1998 osada należała administracyjnie do województwa szczecińskiego.